# Тест Бройша — Годфри
Тест Бройша — Годфри, называемый также LM-тест Бройша — Годфри на автокорреляцию (англ. Breusch-Godfrey serial correlation LM-test) — применяемая в эконометрике процедура проверки автокорреляции произвольного порядка в случайных ошибках регрессионных моделей. Тест является асимптотическим, то есть для достоверности выводов требуется большой объём выборки.
Особенность данного теста заключается в том, что его можно использовать практически всегда, в отличие от, например, критерия Дарбина — Уотсона или h-теста Дарбина. Кроме того, указанные тесты проверяют только автокорреляцию первого порядка, тогда как тест Бройша — Годфри позволяет проверить автокорреляцию любого порядка.

## Сущность и процедура теста
Для проверки автокорреляции порядка {\displaystyle p} тест использует вспомогательную регрессию МНК-остатков исходной модели на факторы этой модели и лаговые значения остатков:
{\displaystyle e_{t}=x^{T}\beta +\sum _{i=1}^{p}a_{i}e_{t-i}+u_{t}.}
Далее для этой вспомогательной регрессии проверяется гипотеза об одновременном равенстве нулю всех коэффициентов при лаговых остатках. Проверка осуществляется с помощью соответствующей LM-статистики, равной {\displaystyle nR^{2}}, где {\displaystyle R^{2}} — коэффициент детерминации вспомогательной модели, а {\displaystyle n} — объём выборки.
Если во вспомогательной регрессии первые {\displaystyle p} наблюдений не учитываются из-за лаговых значений остатков, то в качестве объёма вспомогательной выборки берут объём исходной выборки, уменьшенный на {\displaystyle p}.
Распространён также вариант теста, в котором отсутствующие начальные остатки {\displaystyle e_{1-i}} заменяются нулями. В этом случае объём вспомогательной выборки равен объёму исходной выборки. 
При верной нулевой гипотезе об отсутствии корреляции статистика теста имеет асимптотическое распределение {\displaystyle \chi ^{2}(p)}. Если значение статистики превышает критическое значение, то автокорреляция признаётся значимой, в противном случае она незначима.

## Программное обеспечение
- В R тест реализует функция bgtest из пакета lmtest.[1][2]
- В EViews тест автоматически проводится после оценки регрессии и доступен в меню "View" → "Residual Diagnostics" → "Serial Correlation LM Test".